# Capito brunneipectus
El cabezón pechipardo, chaboclo de pecho pardo o chabolo verdoso (Capito brunneipectus) es una especie de ave piciforme de la familia Capitonidae endémica de la zona central-sur de la cuenca del Amazonas, en Brasil.
Esta ave presenta dimorfismo sexual. Es de tamaño mediano con un pico grueso, su plumaje es marrón claro, con una amplia máscara negra sobre sus ojos; posee una corona dorada, y una coloración canela en la parte superior del pecho.

## Distribución
El rango del cabezón pechipardo se encuentra en la cuenca central del Amazonas, en particular el este del estado de Amazonas y el oeste del estado de Pará, en la Región Norte de Brasil. El rango se encuentra entre dos sistemas fluviales por el este y oeste, con el río Amazonas por el norte. El rango abarca los 600 km finales del curso del rio Tapajós y su confluencia con el Amazonas en el este, por el oeste una franja de 300 km del curso bajo del río Madeira justo al sur de su confluencia con el Amazonas. El rango es aproximadamente una zona rectangular de unos 400 km de ancho por 950 km de largo, y en tres de sus laterales se encuentra delimitado por el sistema de ríos.